# Henschel-BBC DE2500
 Der er for få eller ingen kildehenvisninger i denne artikel, hvilket er et problem. Du kan hjælpe ved at angive troværdige kilder til de påstande, som fremføres i artiklen.

Henschel-BBC DE2500 var en serie på tre prototypelokomotiver, som blev afprøvet af Deutsche Bahn i begyndelsen af 1980'erne, Lokomotiverne, der fik typebetegnelsen DB 202, var dieselelektriske, men med den væsentlige forskel, at de ikke havde banemotorer til jævnstrøm, men i stedet brugte 3-fasede asynkrone vekselstrømsmotorer som banemotorer. 
Lokomotiverne var de første til at anvende denne type motor, hvilket skyldes at reguleringen af motoren er en del mere kompliceret end ved andre motortyper. Men med udviklingen af halvledere i 1970'erne blev man i stand til at regulere på denne motortype, og dermed blev man i stand til at anvende den til formål som kræver variable omdrejningstal, herunder lokomotiver. 
Motortypen har flere fordele, især vejer og fylde den kun cirka det halve af f.eks. en jævnstrømsmotor med samme ydelse, ligesom den mekanisk set er mindre kompliceret og har færre sliddele. 
Disse fordele ville man gerne have bevist under rigtige driftsforhold, så derfor valgte man hos Henschel at bygge tre prototyper, som Deutsche Bahn afprøvede med betegnelsen 202. Udover Deutsche Bahn blev lokomotiverne også afprøvet af DSB, NSB og NS (Nederlandske Statsbaner), og dette førte direkte til udviklingen af det danske lokomotiv af Litra ME og det norske Di4. Desuden blev en af prototyperne ombygget til kørsel på jævnstrøm fra køretråd, uden at det dog førte til en bestilling, ligesom at DB aldrig bestilte nogen lokomotiver af denne type, fordi man havde tilstrækkeligt med diesellokomotiver.
Men selvom lokomotivet ikke blev bestilt i større antal hos DB, så var man dog her så imponeret af den asynkrone teknik, at man fik udviklet et elektrisk lokomotiv som type 120, og dettes elektriske udstyr var i vid udstrækning baseret på DE2500. Og sidenhen er type 120 blevet kaldt en art "stamfar" for moderne elektriske lokomotiver, bl.a. det danske Litra EA, det norske EL17 og motorvognene til første og anden generation, såvel som prototypen af det tyske hurtigtog ICE er rent teknisk baseret på type 120.
Et kendetegn ved lokomotivet var, at hovedparten af den tekniske udrustning var placeret i moduler som let og hurtigt kunne udskiftes. Samme princip er siden anvendt af andre lokomotiver.